# Aldo Baglio
Cataldo Baglio, detto Aldo (Palermo, 28 settembre 1958), è un comico, attore, sceneggiatore e regista italiano, noto per essere un componente del trio comico Aldo, Giovanni e Giacomo.

## Biografia
Nasce a Palermo da una famiglia di modeste condizioni economiche. Cataldo è il nome del santo protettore del loro paese di origine, San Cataldo.
Nel 1961 si trasferisce con la famiglia a Milano. Conseguita la licenza media, trova lavoro come operaio tornitore. Successivamente è assunto alla società dei telefoni (SIP). Nel 1978 si diploma presso la scuola di mimo-dramma del Teatro Arsenale di Milano, poi lascia il lavoro alla SIP. Suo compagno di scuola è Giovanni Storti: i due formano per circa dieci anni un duo comico fino al 1991. Nello stesso periodo interpretano piccoli ruoli in fiction televisive, tra cui Professione vacanze, dove conoscono il loro futuro compagno di scena, Giacomo Poretti.
Nel 1985, e per qualche anno ancora, Aldo si esibisce al Palmasera Village Resort di Cala Gonone, in Sardegna, insieme con Giovanni, Giacomo e la fidanzata di quest'ultimo, Marina Massironi. Aldo e Giovanni formano poi un nuovo duo chiamato "I suggestionabili". Nel gruppo trovano spazio anche Stefano Belisari (Elio e le Storie Tese) come dj, Giorgio Porcaro, Mario Zucca, Marino Guidi, Eraldo Moretto e altri cabarettisti di futuro successo. Nel 1991 nasce il sodalizio con Giacomo Poretti, insieme al quale Storti e Baglio fondano il trio "Aldo, Giovanni e Giacomo" (precedentemente chiamato anche "Galline Vecchie Fan Buon Brothers", a imitazione e parodia dei nomi di complessi jazz/blues).
Parallelamente ai successi con il trio, Baglio ha lavorato anche con Elio e le Storie Tese; si può sentire la sua voce nel brano Mio cuggino (dall'album Eat the Phikis del 1996), in cui nei panni di Rolando narra, riportando notizie sentite dall'ipotetico "cuggino", numerose leggende metropolitane. Ha partecipato anche alla realizzazione del video del brano. Nel 2006 arriva per lui la prima esperienza da doppiatore: presta infatti la voce al ragazzino terribile protagonista del film Bastardo dentro. Reclutato dal regista Giuseppe Tornatore, ha interpretato un piccolo ruolo nel film Baarìa.
L'attore, per la sua prima volta da solista senza Giovanni e Giacomo, nel 2019 ha preso parte come protagonista a Scappo a casa e appare sempre solista, come se stesso, in Con un battito di ciglia nel 2024. In quell'anno debutta come attore in una serie TV, The Bad Guy 2 su Prime Video.

## Vita privata
Avendo vissuto in Lombardia fin da bambino, la sua cadenza naturale è il milanese, mentre l'accento siciliano, tipico del suo personaggio, è stato una successiva trovata artistica e per riuscire ad utilizzarlo, pur essendo originario della Sicilia, ha dovuto prepararsi.
È sposato dal 1996 con l'attrice Silvana Fallisi, con la quale ha spesso collaborato. È padre di due figli: Caterina e Gaetano. Dopo tanti anni vissuti tra Milano e Monza, durante il periodo della pandemia di Covid 19 si è stabilito insieme alla famiglia a Buccheri, paese di origine della moglie, omaggiato da Aldo nel film La leggenda di Al, John e Jack chiamando il suo personaggio "Al" Calogero Buccheri.  
È tifoso dell'Inter e simpatizzante del Palermo e del Monza.

## Filmografia

### Attore

#### Cinema

Aldo Baglio in Così è la vita (1998)

- Kamikazen - Ultima notte a Milano, regia di Gabriele Salvatores (1987)
- Tre uomini e una gamba, regia di Aldo, Giovanni e Giacomo e Massimo Venier (1997)
- Così è la vita, regia di Aldo, Giovanni & Giacomo e Massimo Venier (1998)
- Tutti gli uomini del deficiente, regia di Paolo Costella (1999)
- Chiedimi se sono felice, regia di Aldo, Giovanni & Giacomo e Massimo Venier (2000)
- La leggenda di Al, John e Jack, regia di Aldo, Giovanni & Giacomo e Massimo Venier (2002)
- Tu la conosci Claudia?, regia di Massimo Venier (2004)
- Anplagghed al cinema, regia di Arturo Brachetti e Rinaldo Gaspari (2006)
- Il cosmo sul comò, regia di Marcello Cesena (2008)
- Baarìa, regia di Giuseppe Tornatore (2009)
- La banda dei Babbi Natale, regia di Paolo Genovese (2010)
- Ci vuole un gran fisico, regia di Sophie Chiarello (2013) - cameo
- Ammutta muddica al cinema, regia di Morgan Bertacca (2013)
- Il ricco, il povero e il maggiordomo, regia di Aldo, Giovanni & Giacomo e Morgan Bertacca (2014)
- Fuga da Reuma Park, regia di Aldo, Giovanni & Giacomo e Morgan Bertacca (2016)
- Vengo anch'io, regia di Nuzzo e Di Biase (2018)
- Scappo a casa, regia di Enrico Lando (2019)
- Odio l'estate, regia di Massimo Venier (2020)
- Una boccata d'aria, regia di Alessio Lauria (2022)
- Il grande giorno, regia di Massimo Venier (2022)

#### Cortometraggi
- Un filo intorno al mondo, regia di Sophie Chiarello (2006)

#### Televisione
- The Bad Guy – serie TV, episodi 2x01-2x02 (Prime Video, 2024)
- Con un battito di ciglia (Rai 3, 2024)

### Regista
- Tre uomini e una gamba, regia di Aldo, Giovanni & Giacomo e Massimo Venier (1997)
- Così è la vita, regia di Aldo, Giovanni & Giacomo e Massimo Venier (1998)
- Chiedimi se sono felice, regia di Aldo, Giovanni & Giacomo e Massimo Venier (2000)
- La leggenda di Al, John e Jack, regia di Aldo, Giovanni & Giacomo e Massimo Venier (2002)
- Il ricco, il povero e il maggiordomo, regia di Aldo, Giovanni e Giacomo e Morgan Bertacca (2014)
- Fuga da Reuma Park, regia di Aldo, Giovanni e Giacomo e Morgan Bertacca (2016)

### Sceneggiatore

#### Cinema
- Tre uomini e una gamba, regia di Aldo, Giovanni e Giacomo e Massimo Venier (1997)
- Così è la vita, regia di Aldo, Giovanni & Giacomo e Massimo Venier (1998)
- Chiedimi se sono felice, regia di Aldo, Giovanni & Giacomo e Massimo Venier (2000)
- La leggenda di Al, John e Jack, regia di Aldo, Giovanni & Giacomo e Massimo Venier (2002)
- Tu la conosci Claudia?, regia di Massimo Venier (2004)
- Anplagghed al cinema, regia di Arturo Brachetti e Rinaldo Gaspari (2006)
- Il cosmo sul comò, regia di Marcello Cesena (2008)
- La banda dei Babbi Natale, regia di Paolo Genovese (2010)
- Ammutta muddica al cinema, regia di Morgan Bertacca (2013)
- Il ricco, il povero e il maggiordomo, regia di Aldo, Giovanni e Giacomo e Morgan Bertacca (2014)
- Fuga da Reuma Park, regia di Aldo, Giovanni e Giacomo e Morgan Bertacca (2016)
- Scappo a casa, regia di Enrico Lando (2019)
- Odio l'estate, regia di Massimo Venier (2020)
- Una boccata d'aria, regia di Alessio Lauria (2022)
- Il grande giorno, regia di Massimo Venier (2022)

### Doppiatore
- Bastardo dentro, regia di Patrick Alessandrin (2003)
- Oceani 3D, regia di Jean-Jacques Mantello (2009)

### Teatro
- Lampi d'estate, regia di Paola Galassi (1992)[7]
- Aria di Tempesta, regia di Giancarlo Bozzo (1993)
- Il circo di Paolo Rossi, regia di Paolo Rossi (1995-1996)
- I corti di Aldo, Giovanni & Giacomo, regia di Aldo, Giovanni e Giacomo (1995)
- Tel chi el telùn, regia di Arturo Brachetti (1999)
- Potevo rimanere offeso!, regia di Massimo Venier (2001)
- Anplagghed, regia di Arturo Brachetti (2006)
- Ammutta muddica, regia di Arturo Brachetti (2012)
- The Best of Aldo, Giovanni e Giacomo, regia di Arturo Brachetti (2016)

## Programmi TV
- Gran Premio (Rai 1, 1990)
- Su la testa! (Rai 3, 1992)
- Detective per una notte (RTSI, 1992)
- Il TG delle vacanze (Canale 5, 1992)
- Cielito lindo (Rai 3, 1993)
- Mai dire gol (Italia 1, 1994-1997)
- Buona Domenica (Canale 5, 1997)
- Gran Premio Internazionale dello Spettacolo (Canale 5, 2000)
- Pur Purr Rid! (Italia 1, 2008)
- Che tempo che fa (Rai 3, 2009) - ospite
- Festival di Sanremo (Rai 1, 2016) - ospite
- Che fuori tempo che fa (Rai 1, 2018) - ospite
- Bar Spot (Zelig TV, 2019) - ospite

## Riconoscimenti
- David di Donatello
  - 1998 – Candidatura al miglior regista esordiente per Tre uomini e una gamba

- Nastro d'argento
  - 1998 – Nastro d'argento speciale per l'esperto uso di un cortometraggio per Tre uomini e una gamba
  - 2001 – Candidatura al miglior attore protagonista per Chiedimi se sono felice

## Pubblicità
- l'Unità (1994)
- Smemoranda (1994-1995)
- Unicars (1996)
- Yomo (1998-2003)
- Wind Telecomunicazioni (2005-2013)[senza fonte]